# مگس‌گیر طوق‌سفید
‌

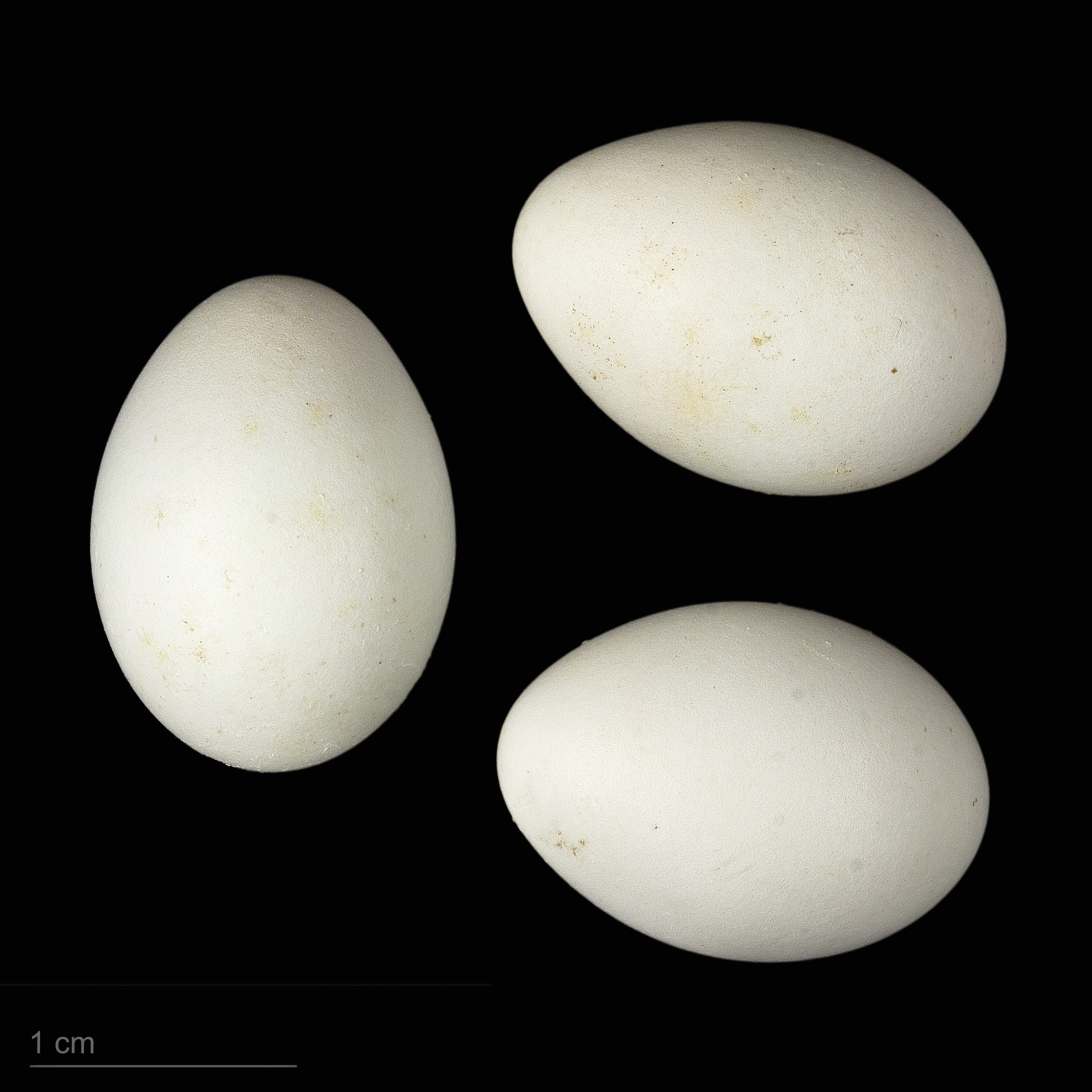
Ficedula albicollis

مگس‌گیر طوق‌سفید (نام علمی: Ficedula albicollis) نام یک گونه از سرده انجیرخورک‌ها است.